# Riffelspitzen
Les Riffelspitzen sont une montagne dans le massif alpin du Wetterstein, en Allemagne. Elle est composée de deux cimes adjacentes : la Südliche Riffelspitze culminant à 2 263 m d'altitude et la Nördliche Riffelspitze à 2 242 m.

## Géographie
Les Riffelspitzen s'élèvent dans la crête du Waxenstein dans les montagnes du nord du Wetterstein. Au nord se trouve l'Eibsee, au sud coule le Höllental. La montagne voisine au sud-ouest est le Riffeltorkopf (2 236 m), séparé par la Riffelscharte à 2 163 m d'altitude, au nord-est la crête continue jusqu'à la Schönangerspitze (2 264 m d'altitude).
Tandis qu'au sud, les pentes herbeuses escarpées atteignent presque la crête sommitale, les faces sont plus raides vers le nord.

## Ascension
La brèche de la Riffelscharte au sud-ouest forme une transition entre les versants nord et sud de la crête du Waxenstein, il est accessible par des sentiers de randonnée balisés depuis l'Eibsee (en partie sécurisé en via ferrata) ou depuis Ehrwald, mais aussi depuis le Höllental. La Höllentalangerhütte (1 387 m) est la base la plus importante pour escalader les montagnes.
La Südliche Riffelspitze est accessible depuis la Riffelscharte en 20 minutes environ par une montée avec une cotation de 1. Une voie d'escalade cotée 4 traverse la face nord-ouest.
La voie normale vers la Nördliche Riffelspitze mène du Südliche Riffelspitze en 20 minutes par une montée avec une cotation de 1. De plus, la montagne peut être escaladée par l'arête sud-est (1) et l'arête nord-est (2). L'itinéraire à travers la face nord-ouest, qui fut escaladé en premier par Willo Welzenbach et E. Müller, a une cotation de 4.